# Jopie Selbach
Jopie Selbach (Países Bajos, 27 de julio de 1918-30 de abril de 1988) fue una nadadora neerlandesa especializada en pruebas de estilo libre, donde consiguió ser campeona olímpica en 1936 en los 4 x 100 metros.

## Carrera deportiva
En los Juegos Olímpicos de Berlín 1936 ganó la medalla de oro en los relevos de 4 x 100 metros estilo libre, con un tiempo 4:36.0 segundos, por delante de Alemania (plata) y Estados Unidos (bronce); sus compañeras de equipo fueron las nadadoras: Rie Mastenbroek, Willy den Ouden y Tini Wagner.